# Vehículo de combate de da Vinci

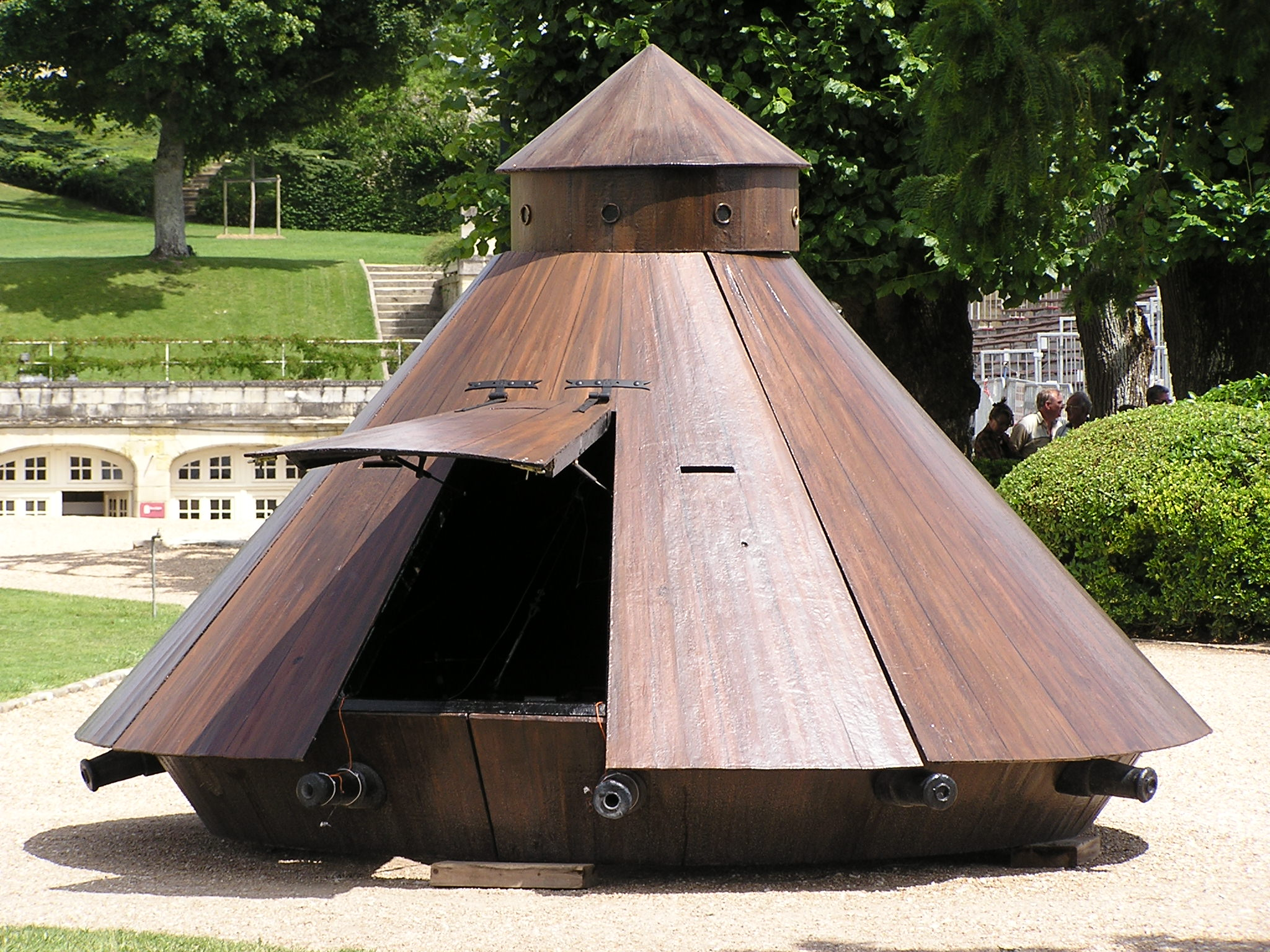
Modelo de un carro de combate basado en los dibujos de Leonardo da Vinci.

El vehículo de combate de da Vinci es un diseño conceptual de un carro de combate, ideado por el polímata renacentista Leonardo da Vinci hacia el año 1487. Al igual que los otros proyectos de da Vinci, no hay constancia de que Leonardo llegase a construir un prototipo de su carro de combate, cuyo avanzado pero ineficiente sistema de tracción –basado en la fuerza humana– limitaba en gran medida la capacidad de desplazamiento del vehículo.

## Historia
La primera referencia a este diseño de carro de combate se encuentra en una carta de Leonardo da Vinci a Ludovico Sforza –el entonces Duque de Milán–, datada en torno a 1482-1483, que fue compilada en el Codex Atlanticus junto a otros escritos del sabio italiano. En su carta, da Vinci le ofrecía sus servicios como ingeniero militar al soberano de Milán, incluyendo una serie de propuestas de diseño de artilugios bélicos, entre los que se contaba un vehículo de combate blindado y equipado con cañones:

[...] diseñaré vehículos blindados, seguros e inexpugnables, que penetrarán en las líneas enemigas con su artillería, sin que ninguna compañía de hombres de armas –por numerosa que sea– pueda detenerlos. La infantería podrá avanzar detrás de estos vehículos, protegida de cualquier daño y libre de obstáculos [...]
Leonardo da Vinci, «Carta a Ludovico Sforza», en Codex Atlanticus, fol 1082 r.

Posteriormente, en torno a 1487, Leonardo plasmó este diseño conceptual en un croquis, el cual se conserva en el Codex Arundel. Sin embargo, no hay constancia de que se llegase a construir un prototipo del vehículo, probablemente debido a las limitaciones técnicas de su diseño. 
Hacia el año 2010, el colectivo de ingenieros YTEngineer recreó el carro de combate de Leonardo a partir de los planos originales del erudito italiano. Para lograr que su maqueta a escala funcionase, los miembros de YTEngineer arreglaron los errores de diseño del sistema de tracción ideado por Leonardo, que hasta aquel entonces habían impedido la puesta en práctica de su invento.

## Diseño

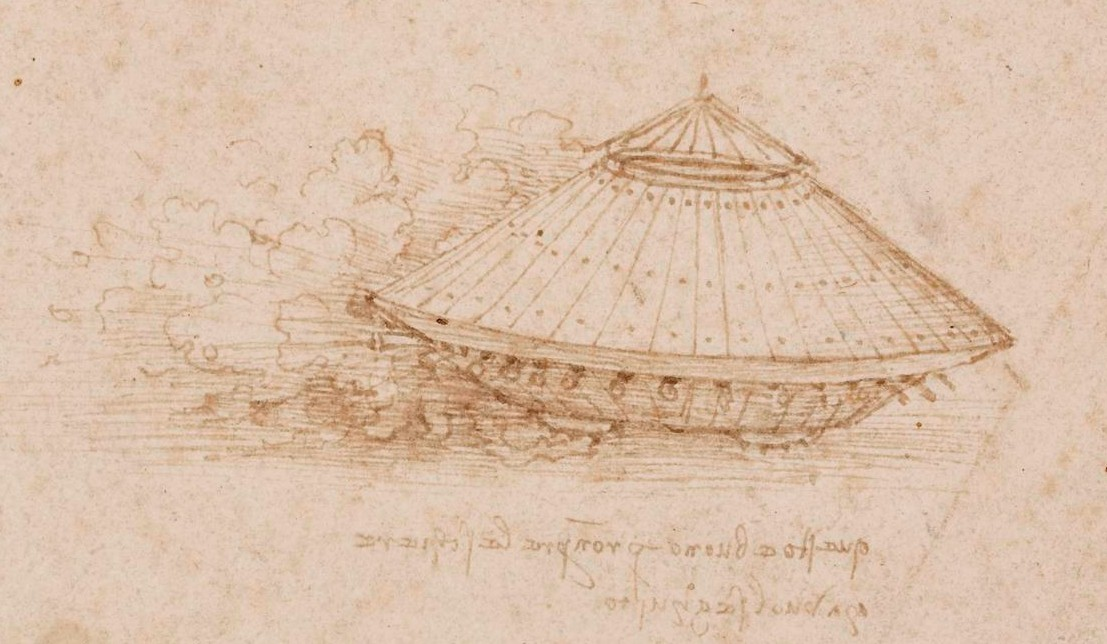
Plano original del carro de combate de da Vinci, dibujado por el propio Leonardo.

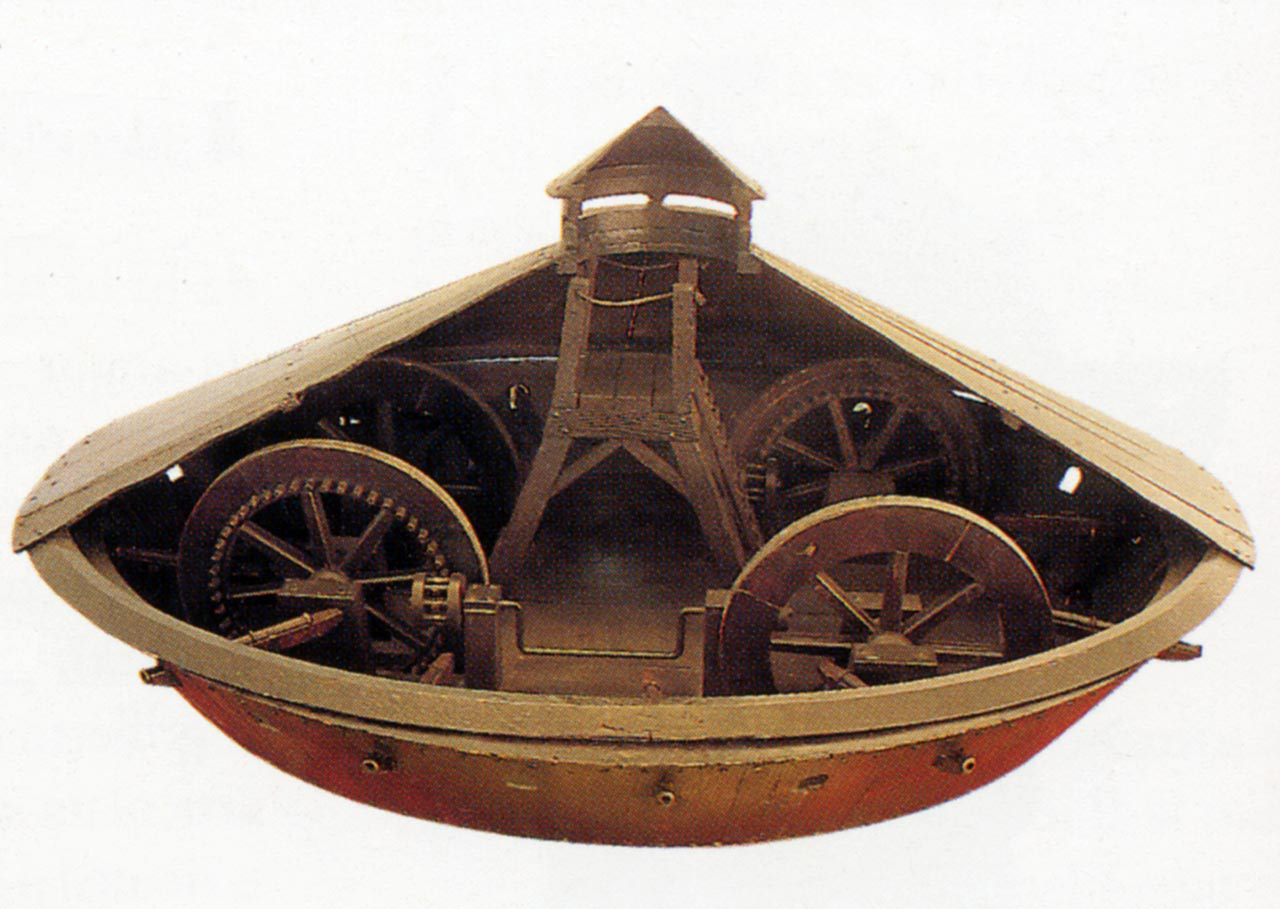
Maqueta a escala del carro de combate de da Vinci, Museo nazionale della scienza e della tecnologia Leonardo da Vinci, Milán.

A nivel técnico, el carro de combate de da Vinci constaba de una carrocería cónica de madera, revestida de planchas de metal superpuestas a imitación de la protección natural del caparazón de una tortuga. Esta innovadora disposición del blindaje en ángulo oblicuo desviaba los proyectiles con una gran efectividad, superior a la del blindaje vertical de los primeros carros de combate modernos en la Primera Guerra Mundial. La mitad inferior de la carrocería albergaba múltiples aspilleras para cañones ligeros a lo largo de su circunferencia, lo que le otorgaba una cobertura de 360 grados al armamento del vehículo. Por su parte, la mitad superior de la carrocería estaba coronada por una torreta de observación, que facilitaba tanto el apuntado de la artillería como el manejo del vehículo, además de contribuir a la ventilación de su interior.
En cuanto a su sistema de tracción, el carro de combate de Leonardo se desplazaba sobre cuatro ruedas, conectadas a un sistema de engranajes accionado mediante dos manivelas: para operar este mecanismo eran necesarias entre cuatro y ocho personas. Algunos estudiosos postulan que la utilización de la fuerza muscular humana –en detrimento de la fuerza animal– obedecía a razones estratégicas, ya que los tripulantes podían accionar el mecanismo de desplazamiento desde el interior del propio vehículo, a salvo de los proyectiles enemigos (lo cual habría resultado imposible con un mecanismo dependiente de animales de tiro).
Con todo, da Vinci dispuso los engranajes del mecanismo de desplazamiento en orden inverso, por lo que los planos de su invento resultaban inservibles. Algunas fuentes opinan que este fallo técnico era un error deliberado por parte del inventor, con la finalidad de prevenir el robo o la utilización irresponsable de su diseño de carro de combate. En cualquier caso, los problemas inherentes al diseño del vehículo le restaban gran parte de su potencial utilidad práctica; por citar un ejemplo, la tripulación tenía que realizar un esfuerzo físico excesivo para operar su sistema de tracción. Otro de los principales inconvenientes del carro de combate de da Vinci era su ineficacia a la hora de desplazarse por terrenos irregulares o embarrados, debido al grosor relativamente escaso de sus ruedas.

## En la cultura popular
El vehículo de combate de da Vinci aparece en el videojuego de 2010 Assassin's Creed: Brotherhood. El villano principal del juego, César Borgia, se apropia a la fuerza de los planos de Leonardo y los utiliza para fabricar un prototipo de su carro de combate, de cara a la creación de una futura división blindada que ayude a los ejércitos papales de los Borgia a conquistar Italia. Por este motivo, da Vinci le encarga al protagonista ficticio Ezio Auditore que destruya los planos y el prototipo de su vehículo de combate.